# Studenten fra Prag
Studenten fra Prag (tysk: Der Student von Prag er en tysk stumfilm fra 1913., også kendt som A Bargain with Satan). Det er en gyserfilm, løst baseret på "William Wilson", en novelle af Edgar Allan Poe, digtet Decemberaften af Alfred de Musset, og Faust. Filmen blev genindspillet i 1926 under samme titel The Student of Prague'. Andre genindspilninger blev produceret i 1935 og 2004. Filmen har Paul Wegener i hovedrollen i sin filmdebut. Den anses generelt for at være den første kunstfilm i historien.

## Medvirkende
- Paul Wegener – Balduin
- John Gottowt – Scapinelli
- Grete Berger – Margit
- Lyda Salmonova – Lyduschka
- Lothar Körner – von Schwarzenberg